# Interior Galego Vivo
Interior Galego Vivo (en castellano: Interior Gallego Vivo) es un partido político español sustentado en varias agrupaciones locales de las provincias de Lugo y Orense, en Galicia, que defiende condiciones dignas de vida en la zona rural gallega desde una perspectiva de izquierdas y galleguista. Anteriormente fue una asociación, en estrecho contacto con En Marea.

## Historia

### Como asociación
Constituida inicialmente como una asociación en defensa de los servicios y la calidad de vida en la zona rural gallega, pasó a colaborar con la formación En Marea. En las elecciones municipales de 2019 varias agrupaciones de este partido de la provincia de Lugo, vinculadas inicialmente a Cerna y Participación Democrática Directa en 2015, concurrieron bajo la marca de esta asociación. De esta forma consiguieron un total de 7 concejales: 2 en Chantada bajo la formación Por Chantada, 2 en Sober con Agroma Sober, 2 en Folgoso de Caurel con C@urel Vivo y 1 en Monforte de Lemos con Esperta Monforte!. Estas candidaturas formaron parte de la oposición en esos ayuntamientos, dado que el PPdeG logró la mayoría absoluta en esos municipios, salvo en Monforte de Lemos donde la logró el PSdeG.

### Como partido
Tras la desaparición definitiva de En Marea como partido en 2020, estas agrupaciones mantuvieron su actividad política. En 2021 se celebró una asamblea en el Caurel donde aprobaron sus principios políticos y comenzaron a mantener contactos con otras agrupaciones y asociaciones de la provincia lucense. En mayo de 2022 se constituyeron oficialmente como partido tras una asamblea celebrada en Antas de Ulla, sumando precisamente a la Alternativa Veciñal de Antas de dicha localidad que había logrado un concejal en 2019. A mayores sumaron a formaciones de la provincia de Orense vinculadas anteriormente a En Marea como Son de Manzaneda, Son de Trives, Son do Pereiro de Aguiar, Xuntos por Laza o Xuntos por Chandrexa de Queixa, las cuales contaban con representación en sus ayuntamientos y de las cuales contaron anteriormente con experiencia de gobierno Son de Manzaneda y Son de Trives, la primera con la alcaldía hasta 2019 y la segunda como socio minoritario del PSdeG durante 2 meses tras las municipales de 2019.
En las elecciones municipales de 2023 concurrieron con estas formaciones junto con las de Terras de Puertomarín, Villardevós-IGV y San Saturnino-IGV.

## Resultados electorales

### Elecciones municipales de 2023
| Ayuntamiento        | Candidatura                    | Concejales |
| ------------------- | ------------------------------ | ---------- |
| Antas de Ulla       | Alternativa Veciñal de Antas   | 1/11       |
| Chandreja de Queija | Xuntos por Chandrexa de Queixa | 1/7        |
| Chantada            | Por Chantada                   | 2/13       |
| Folgoso de Caurel   | C@urel Vivo                    | 2/9        |
| Laza                | Xuntos por Laza                | 2/9        |
| Manzaneda           | Son de Manzaneda               | 2/7        |
| Monforte de Lemos   | Esperta Monforte!              | 1/17       |
| Pereiro de Aguiar   | Son do Pereiro de Aguiar       | 0/13       |
| Puebla de Trives    | Son de Trives                  | 2/11       |
| Puertomarín         | Terras de Portomarín           | 0/9        |
| San Saturnino       | San Sadruniño-IGV              | 0/11       |
| Sober               | Agroma Sober                   | 2/11       |
| Villardevós         | Vilardevós-IGV                 | 0/9        |